# Heinrich Siber
Heinrich Siber (* 10. April 1870 in Ihleburg; † 23. Juni 1951 in Leipzig) war ein deutscher Rechtswissenschaftler. 

## Leben
Der Sohn des Regierungsbaurates Carl Siber und der Mathilde Bethmann zog in jungen Jahren mit seinen Eltern nach Stralsund, wo er das Sundische Gymnasium besuchte. Danach absolvierte er ein Studium der Rechtswissenschaften an der Universität Zürich, der Universität München, der Universität Königsberg, der Universität Berlin und der Universität Leipzig. In Leipzig absolvierte er 1892 seine erste Staatsprüfung, wurde Referendar und promovierte 1893 zum Doktor der Rechte. 1896 wurde er Assessor. 1899 habilitierte er sich als Privatdozent in Leipzig. 1901 wurde er an der Universität Erlangen außerordentlicher Professor und 1903 ordentlicher Professor. 1904 heiratete er Marie Piper, die Tochter eines Stralsunder Sanitätsrates.
1911 kehrte er als Professor für Römisches Recht und Deutsches Bürgerliches Recht an die Leipziger Juristenfakultät zurück. Heinrich Siber war von 1923 bis 1933 Sektionsvorsitzender der Sektion Leipzig des Deutschen und Österreichischen Alpenvereins (DuOeAV).
Durch die nationalsozialistische Besetzungspolitik an Hochschulen wurde er 1935 emeritiert. Nach dem Zweiten Weltkrieg bot Siber der Leipziger Universität erneut seine Dienste an und lehrte hier offiziell mit der Wiedereröffnung der Leipziger Hochschule am 5. Februar 1946 in seinem alten Amt bis zu seinem Lebensende. Siber war in Leipzig 1915/16, 1921/22, 1929/30 und 1933–1935 Dekan der Juristenfakultät sowie 1926/27 Rektor der Alma Mater. Zudem war er Mitglied der Sächsischen Akademie der Wissenschaften zu Leipzig und seit 1940 korrespondierendes Mitglied der Preußischen (später: Deutschen) Akademie der Wissenschaften zu Berlin. 1950 erhielt er von der Universität Leipzig den Ehrendoktortitel.

## Wirken
Siber war in erster Linie ein rechtswissenschaftlicher Dogmatiker. Er formte in Monographien, Aufsätzen und knappen Lehrbüchern die Dogmatik des Zivilrechtes. Seine Originalität, seine Fähigkeit, Neues zu sehen und Zusammenhänge zu überschauen, ließen ihn auf jede Methodenschablone verzichten. Seine Meisterschaft verschmähte es aber auch, das Ergebnis, das er erzielen wollte, auf dem bequemen Weg einer Treu- und Glauben-Jurisprudenz zu erzielen. So gelangte er mit dem Gesetz selbst, das er virtuos beherrschte, zu einer gerechten Lösung.
Er beschäftigte sich auch mit der Erforschung des römischen Verfassungsrechts, blieb dabei aber sehr von den Vorarbeiten Theodor Mommsens abhängig.

## Werke (Auswahl)
- Compensation und Aufrechnung. 1899
- Das gesetzliche Pfandrecht des Vermieters, des Verpächters und des Gastwirts. 1900
- Der Rechtszwang im Schuldverhältnis nach deutschem Rechte. 1903
- Die Passivlegitimation bei der rei vindicatio als Beitrag zur Lehre von der Aktivlegitimation. Leipzig 1907
- Das Buchrechtsgeschäft nach Reichsgrundbuchrecht. 1909
- Die Frage der Verfügungsgeschäfte zu fremdem Recht. In Festgabe für R. Sohm., München 1915
- Die Prozeßführung des Vermögensverwalters nach dem deutschen BGB. In Festschrift der Leipziger Juristenfakultät für A. Wach, München 1917
- Grundriss zu Vorlesungen über deutsches bürgerliches Recht . Fünf Teile, Leipzig 1919–1921
- Römisches Recht in Grundzügen für die Vorlesung (römisches Privatrecht). 1928
- Auslegung und Anfechtung der Verfügungen von Todes wegen. in: Die RG-Praxis im deutschen Rechtsleben. Bd. 3,1929, S. 350 ff
- Grundrisse zu Vorlesungen über deutsches bürgerliches Recht: Erbrecht. 1928
- Grundriß des deutschen bürgerlichen Rechts: Schuldrecht. 1931
- Zur Entwicklung der römischen Prinzipatsverfassung. Leipzig 1933
- Analogie, Amtsrecht und Rückwirkung im Strafrecht des römischen Freistaates. 1936
- Haftung für Nachlaßschulden nach geltendem und künftigem Recht. Berlin 1937
- Das Führeramt des Augustus.  Leipzig 1940
- Eigentumsanspruch und schuldrechtliche Herausgabeansprüche vom Standpunkte der Rechtsordnung. Bericht an die Ausschüsse für Boden- und Fahrnisrecht der ADR. In: Unerings Jb., Bd. 89 (1941), S. 1–118;
- Römisches Verfassungsrecht in geschichtlicher Entwicklung. 1952